# Циптелник (Муреш)
Циптелник (рум. Țiptelnic) насеље је у Румунији у округу Муреш у општини Банд. Oпштина се налази на надморској висини од 354 m.

## Становништво
Према подацима из 2002. године у насељу је живело 137 становника.

### Попис2002.
| Расподела становништва по националности 2002.‍ | Расподела становништва по националности 2002.‍ | Расподела становништва по националности 2002.‍ | Расподела становништва по националности 2002.‍ | Расподела становништва по националности 2002.‍ |
| --------------------------------------------- | --------------------------------------------- | --------------------------------------------- | --------------------------------------------- | --------------------------------------------- |
|                                               |                                               |                                               |                                               |                                               |
| Румуни                                        | Румуни                                        |                                               | 75                                            | 54,7%                                         |
| Мађари                                        | Мађари                                        |                                               | 18                                            | 13,1%                                         |
| Роми                                          | Роми                                          |                                               | 44                                            | 32,1%                                         |